# 경주 오릉
오릉(五陵)은 대한민국 경상북도 경주 남쪽 약 2km 지점, 문천 남안의 송림 속에 있는 능묘이다. 1969년 8월 27일 대한민국의 사적 제172호 신라오릉으로 지정되었으나, 2011년 현재의 명칭으로 변경되었다.
신라 시조 박혁거세 거서간과 그 부인인 알영부인의 능과 남해 차차웅·유리 이사금·파사 이사금의 능이라고 전해진다. 전설에 의하면 시조의 시체가 승천한 후 7일 만에 떨어진 것을 5개소에 매장한 것에서 오릉이라고 일컬었다고 한다.

## 개요
경주시내 평지 서남쪽에 위치한 4기의 봉토무덤과 1기의 원형무덤이다.
《삼국사기》에는 신라 시조 박혁거세와 제2대 남해왕, 제3대 유리왕, 제5대 파사왕 등 신라 초기 4명의 박씨 임금과 혁거세의 왕후인 알영왕비 등 5명의 무덤이라 되어 있다. 반면에 《삼국유사》에는 혁거세왕이 임금자리에 있은지 62년 만에 하늘로 올라갔다가 7일 후에 몸이 흩어져 땅에 떨어지자 왕비도 따라 죽으니, 사람들이 같이 묻으려고 했으나 큰 뱀이 방해해서 몸의 다섯부분을 각각 묻었는데, 그것을 오릉(五陵) 또는 사릉(蛇陵)이라 했다고 한다.
내부구조는 알 수 없으나 무덤의 겉모습은 경주시내에 있는 다른 삼국시대 신라무덤과 같이 둥글게 흙을 쌓아올린 원형 봉토무덤으로, 1호 무덤이 높이 10m로 가장 크며, 2호 무덤은 표주박형으로 봉분이 두 개인 2인용 무덤이다.

## 피장자
오릉은 대형 원형 봉토무덤인데, 신라에서는 4세기 이후 등장하는 것으로 피장자로 전해지는 왕들의 통치기로 추정되는 1~2세기의 것이 아니다. '오릉'이라는 명칭은 전한에 다섯 황제의 릉을 오릉으로 모신 것에 착안하여 황제의 격을 세우고자 불렀을 것이라는 추측이 있으며, '사릉'의 어원이 된 사변설화는 리그베다와의 관계가 주목되었으나, 이에 대해 『리그베다』에는 해당 설화가 나오지 않는다는 반박도 제기되어 있다.

## 현지 안내문
이 능은 남산의 서북쪽에 해당하는 경주 분지의 남쪽 끝에 위치하고 있으며, 신라 초기 박씨 왕들의 무덤으로 알려져 있다. 다섯 무덤은 신라 시조 박혁거세왕과 2대 남해왕, 3대 유리왕, 5대 파사왕의 임금 네 분과 박혁거세왕의 왕후 알영부인의 능으로 전해 온다. 이는 삼국사기에 네 분의 왕을 담엄사 북쪽 사릉원 내에 장례를 지냈다는 기록과 삼국유사에서 박혁거세왕이 승천한 후 유체가 다섯으로 나뉘어 땅에 떨어지자 이를 각각 장사지내어 오릉이 되었다는 기록에 근거하고 있다.
내부 구조는 알 수 없으나, 겉모습은 경주시내 평지 무덤과 같이 둥글게 흙을 쌓아 올린 형태이다. 1호 무덤은 높이 약 7.86m로 가장 크며, 2호 무덤은 표주박형으로 봉분이 두 개인 2인용 무덤이다. 경내에는 박혁거세왕의 제향을 받드는 숭덕전과 그 내력을 새긴 신도비가 있으며, 그 위쪽으로는 알영부인의 탄생지라 전해지는 알영정이 자리하고 있다.

## 참고 문헌
- 일연 (1281). 〈권제1〉. 《삼국유사》.

## 참고 자료
- 경주 오릉 - 국가유산청 국가유산포털